# Andreu Marín
Andreu Marín Llorente ist ein spanischer Handballschiedsrichter.
Gemeinsam mit seinem Gespannpartner Ignacio García ist Marín bei vielen großen internationalen Handballturnieren im Einsatz, darunter bei der Weltmeisterschaft 2013 in Spanien, bei der Europameisterschaft der Frauen 2016 in Schweden, bei der Europameisterschaft der Frauen 2018 in Frankreich, bei der Weltmeisterschaft 2021 in Ägypten, bei der Weltmeisterschaft 2023 in Polen und Schweden sowie bei der Europameisterschaft 2024 in Deutschland.